# Juan Miguel Matheus
Juan Miguel Matheus Fernández (Valencia, Carabobo, 12 de agosto de 1980) es un político, escritor y abogado venezolano. Actualmente es diputado a la Asamblea Nacional por el Estado Carabobo sin embargo se encuentra exiliado, y fue precandidato a la gobernación del mismo estado, pero en un consenso se eligió a Alejandro Feo La Cruz.

## Biografía
Nació en Valencia, Carabobo, en 1980 culminó sus estudios de derecho en la Universidad de Monteávila, y obtuvo un máster en derecho constitucional y parlamentario y el doctorado en Derecho en la Universidad de Navarra, además de ser fundador de la asociación civil Forma.

### Carrera política
Fue elegido a candidato a diputado en las primarias de la MUD en 2015 por el circuito lista, y en las elecciones del 6 de diciembre del mismo año, resultó elegido, para el período 2016-2021, donde se convirtió en uno de los principales dirigentes de Primero Justicia.
Desde que fue juramentado como diputado, trabajó en el estado Carabobo, en especial denunciando las condiciones de pobreza, abandono y mal estado en el que se encuentra el estado, además alertó sobre las consecuencias que podrían enfrentar los niños en estado de desnutrición en especial del sur de Valencia, y que en los primeros días de julio de 2017 denunció en la Asamblea Nacional:

“sobre el aumento acelerado de los índices de pobreza. Semana a semana vemos que las personas consumen menos alimentos, los niños desertan de las escuelas y las familias no tienen acceso a los servicios públicos. Carabobo pasó de ser un estado industrial a ser un referente de hambre en el país”

Además aclaró que en conjunto con la AN, se debía solicitar una ayuda humanitaria, hecho que no se llevó a cabo en el parlamento.
El 2 de agosto de 2017, dos días antes de instalarse la Asamblea Constituyente, presentó ante la Asamblea Nacional, una serie de documentos donde "se demuestra que ANC es fraudulenta". Más tarde participó en el Foro Fraude Constituyente llevado a cabo en la Universidad Católica Andrés Bello, y llamó a aferrarse a la constitución de 1999 e "invocar el artículo 333 de nuestra constitución".